# Sylligma lawrencei
Sylligma lawrencei is een spinnensoort in de taxonomische indeling van de krabspinnen (Thomisidae).
Het dier behoort tot het geslacht Sylligma. De wetenschappelijke naam van de soort werd voor het eerst geldig gepubliceerd in 1942 door Millot.